# Ust'-Vymskij rajon
L'Ust'-Vymskij rajon (in russo Усть-Вымский район?; in lingua komi: Емдін район) è un rajon (distretto) della Repubblica dei Komi, nella Russia settentrionale. Il capoluogo è il villaggio di Ajkino.